# Jednostki inżynieryjno-saperskie Wojska Polskiego
Jednostki inżynieryjno-saperskie Wojska Polskiego – spis polskich jednostek inżynieryjno-saperskich: ich organizacja, geneza, podległość i przeformowania; miejsce stacjonowania.

## Saperzy w okresie zaborów
- Batalion Saperów – powstał w 1810 z samodzielnych ksap; jednostka WP Księstwa Warszawskiego;
- Półbatalion Inżynierów – jednostka WP Królestwa Kongresowego; stacjonował w Warszawie; w 1819 przeformowany na Batalion Saperów;
- Batalion Saperów – powstał w 1819 na bazie Półbatalionu Inżynierów; jednostka WP Królestwa Kongresowego; stacjonował w Warszawie w Koszarach Ordynackich;

## Saperzy polskich formacji wojskowych w czasie I wojny światowej
Legiony Polskie 1914–1917
- Oddział Minerów (1915) → Kompania Techniczna
- Kompania Saperów (1914–1917)
- Kompania Techniczna (1915-1917) → Batalion Techniczny Polskiego Korpusu Posiłkowego

Polski Korpus Posiłkowy
- Batalion Techniczny

Wojsko Polskie na Wschodzie
- 1 Pułk Inżynieryjny I Korpusu Polskiego (1917-1918)
- 2 Pułk Inżynieryjny II Korpusu Polskiego (1918)
- Kompania Inżynieryjna Brygady Strzelców Polskich (1915-1917) → Dywizja Strzelców Polskich (1917)
- Kompania Inżynieryjna 1 Dywizji Strzelców Polskich (1917-1918)
- Kompania Inżynieryjna 2 Dywizji Strzelców Polskich (1917-1918)
- Kompania Inżynieryjna 3 Dywizji Strzelców Polskich (1917-1918)
- Kompania Inżynieryjna 4 Dywizji Strzelców Polskich (1918)
- Kompania Inżynieryjna 5 Dywizji Strzelców Polskich (1918)
- Kompania Inżynieryjna Oddziału Polskiego w Odessie (1918)
- Pluton Minerów przy Dywizji Litewsko-Białoruskiej

Armia Polska we Francji
- I Batalion Inżynieryjny 1 Dywizji Strzelców Polskich (1919) → XIII bsap
- II Batalion Saperów (1919) → II Batalion Saperów Kresowych[1]
- Batalion Inżynieryjny 5 Dywizji Strzelców Polskich (1918)
- Samodzielna Kompania Inżynieryjna 4 Dywizji Strzelców Polskich (1918–1919)
- 2 Kompania Zapasowa Saperów (1919) → Kompania Zapasowa XII bsap w Przemyślu → Kompania Zapasowa Saperów Nr 3
- Ekwipaż Naprawy Mostów Dywizji Instrukcyjnej (1919) → 81 Kolumna Mostowa (1919-1920) → 1/XIII Kolumna Pontonowa (1920-1921)

## Jednostki saperskie II RP

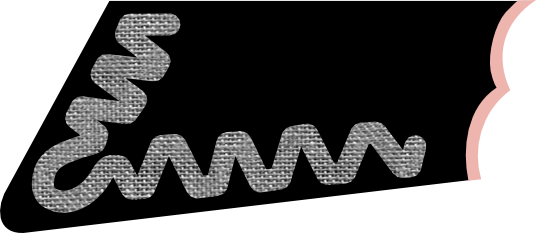
Łapka na mundur

### Brygady i grupy saperów
- 1 Brygada Saperów w Modlinie (1929-1934) → 3 Brygada Saperów w Modlinie (1934-?) → 1 Grupa Saperów
- 2 Brygada Saperów w Warszawie (1929-1934) → 1 Brygada Saperów w Warszawie (1934- ?) → 2 Grupa Saperów
- 3 Brygada Saperów w Poznaniu (1929-1934)
- 4 Brygada Saperów w Krakowie (1929-1934) → 2 Brygada Saperów w Krakowie (1934- ?) → 2 Grupa Saperów
- 1 Grupa Saperów w Warszawie (1937-1939 tzw. „grupa techniczna”)
- 2 Grupa Saperów w Warszawie (1937-1939 tzw. „grupa saperska”)
- 3 Grupa Saperów w Warszawie (1937-1939 tzw. „grupa pionierska”)

### Pułki saperów
- 1 Pułk Inżynieryjny (1918-1920)

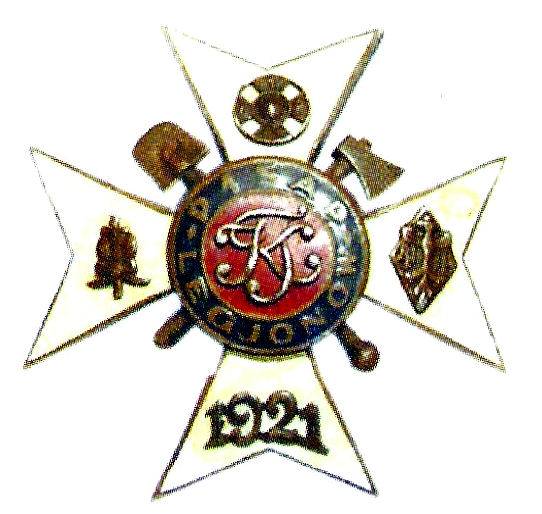
Odznaka 1 psap

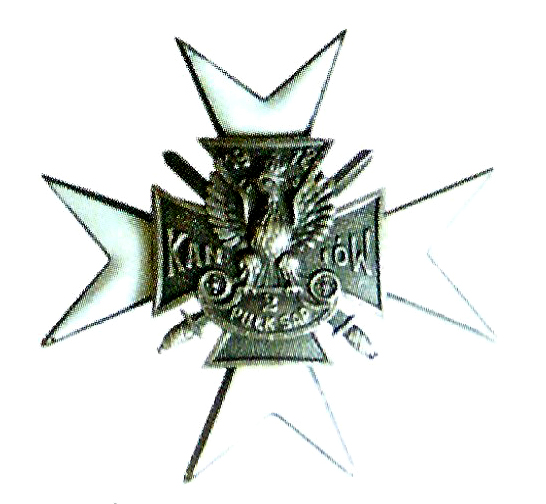
Odznaka 2 psap

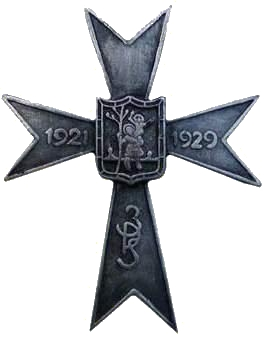
Odznaka 3 psap (krzyż z herbem Wilna na środku oraz datami „1921” i „1929” na ramionach krzyża)

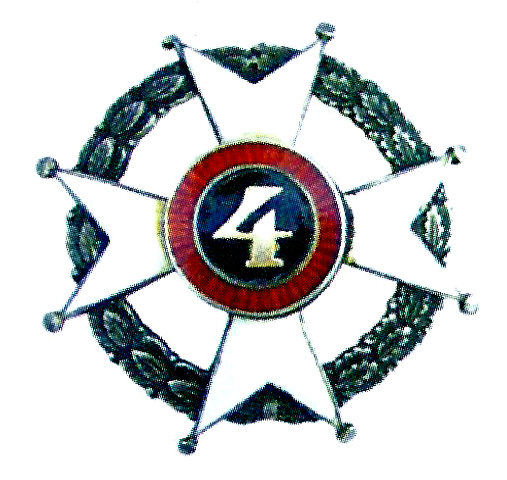
Odznaka 4 psap

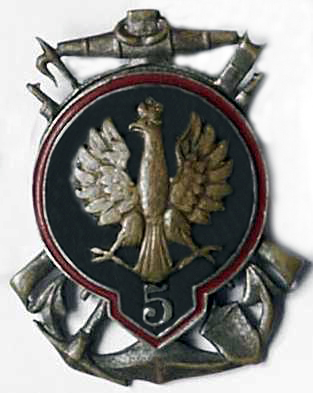
Odznaka 5 psap

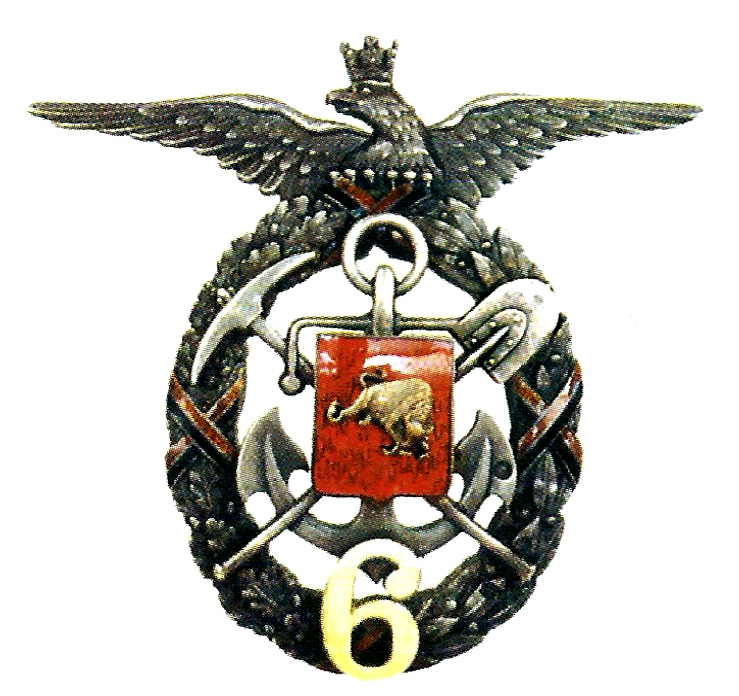
Odznaka 6 psap

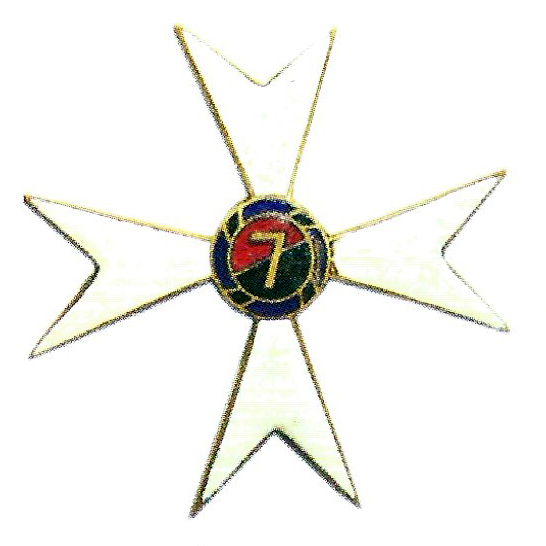
Odznaka 7 psap

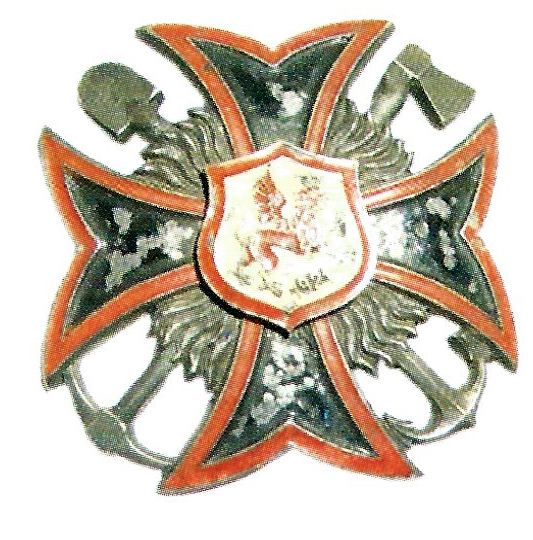
Odznaka 8 psap

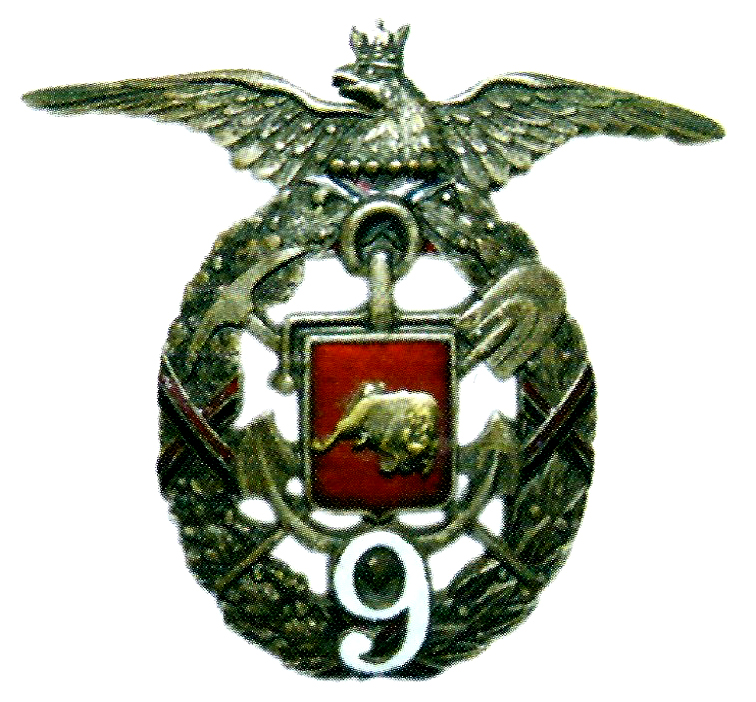
Odznaka 9 psap

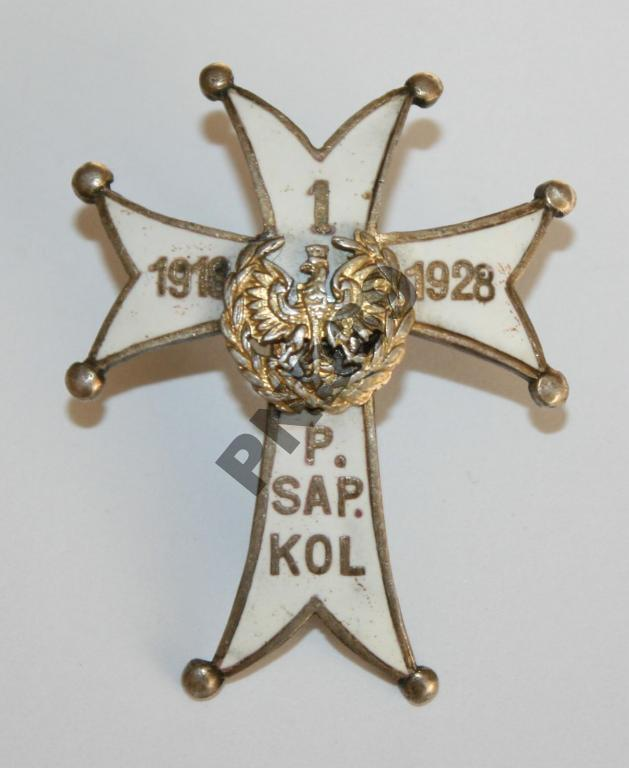
Odznaka pamiątkowa 1 psap. kol.

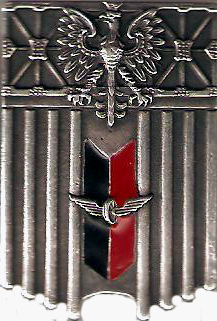
Odznaka 1 bmost. kol.

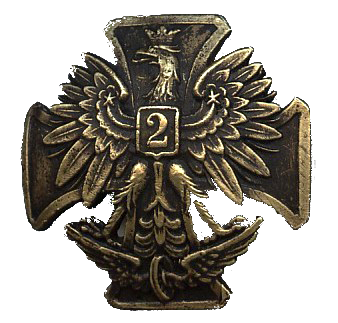
Odznaka 2 psap. kol.

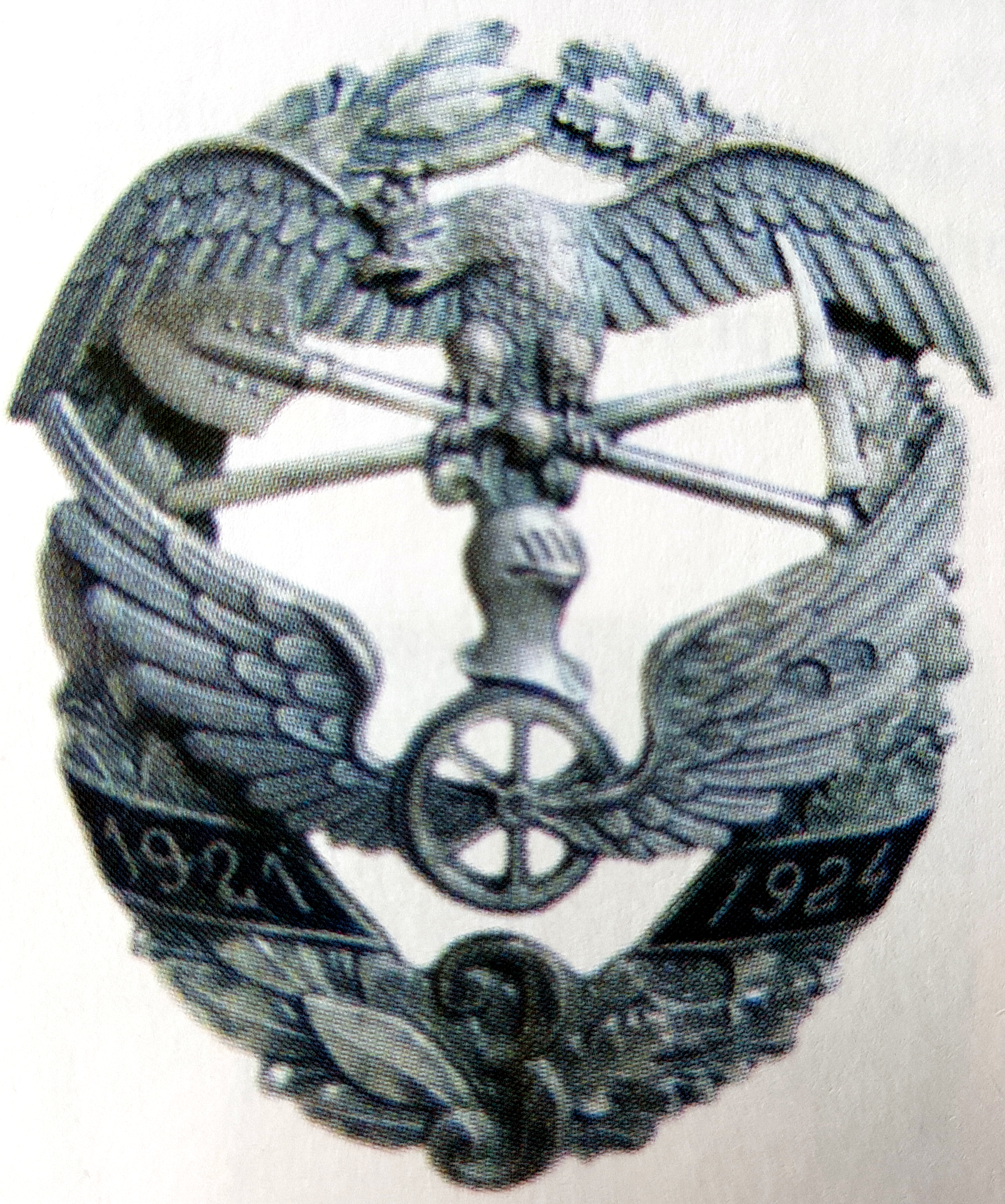
Odznaka 3 pułk saperów kolejowych

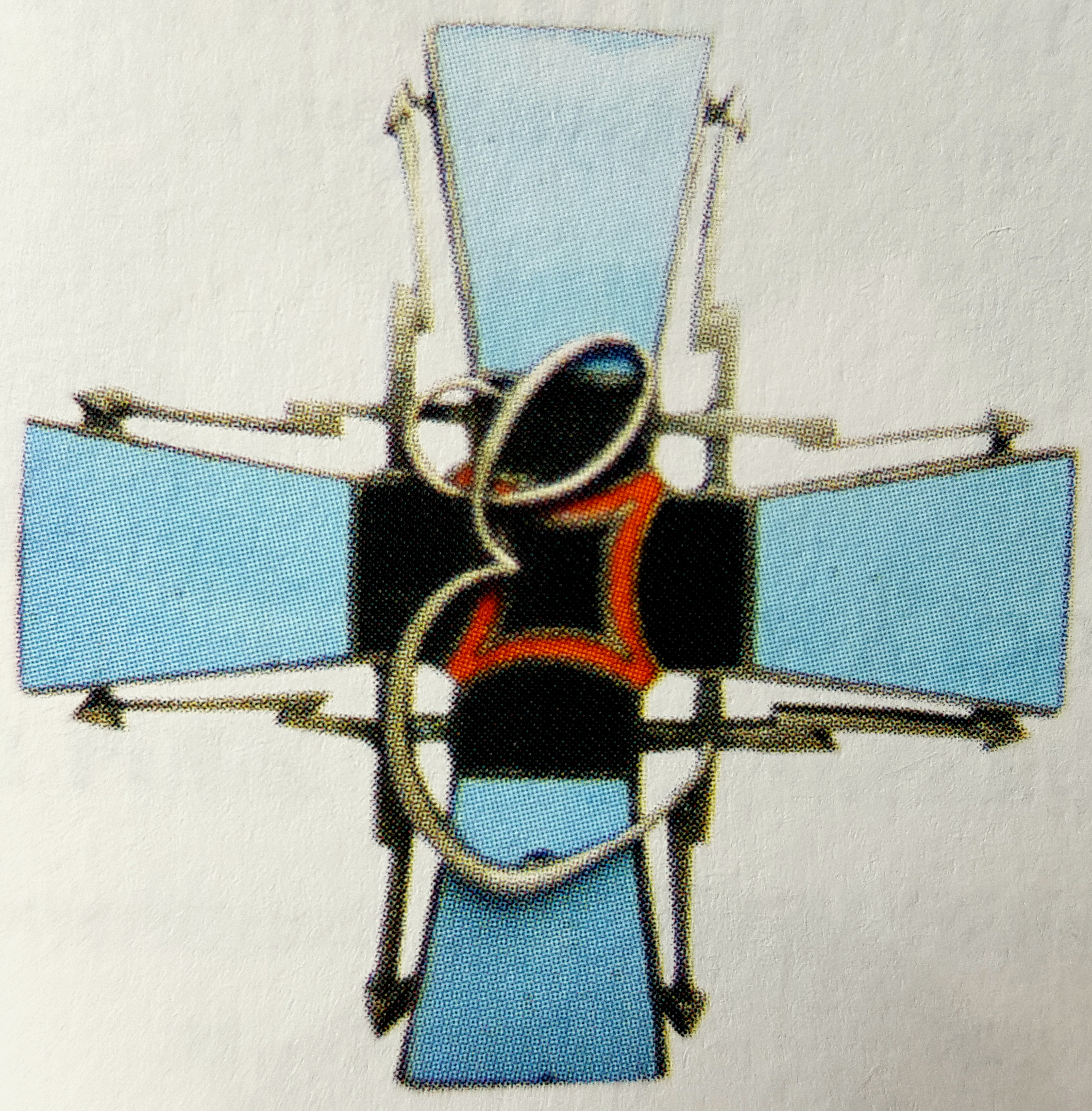
Odznaka Batalion Elektrotechniczny

Z dniem 22 sierpnia 1921 sformowanych zostało dziesięć pułków saperów, każdy w składzie trzech batalionów i kadry batalionu zapasowego. W listopadzie 1929 z dziesięciu pułków utworzonych zostało osiem batalionów saperów.
- 1 Pułk Saperów w Modlinie (1921-1929) → 1 Batalion Saperów Legionowych (1929-1939)
- 2 Pułk Saperów w Puławach (1921-1929) → 2 Batalion Saperów (1929-1939) → 2 Pułk Saperów Kaniowskich (1939)
- 3 Pułk Saperów Wileńskich w Wilnie (1921-1929) → 3 Batalion Saperów Wileńskich (1929-1939)
- 4 Pułk Saperów w Sandomierzu (1921-1929) → 4 Batalion Saperów w Sandomierzu (1929-1930) i w Przemyślu (1931-1939) → 4 Pułk Saperów (1939)
- 5 Pułk Saperów w Krakowie (1921-1929) → 5 Batalion Saperów (1929-1939)
- 6 Pułk Saperów w Przemyślu (1921-1929) → Kadra 6 Pułku Saperów (1929-1931)
- 7 Pułk Saperów Wielkopolskich w Poznaniu (1921-1929) → 7 Batalion Saperów (1929-1939)
- 8 Pułk Saperów w Toruniu (1921-1929) → 8 Batalion Saperów (1929-1939)
- 9 Pułk Saperów w Brześciu (1921-1929) → 6 Batalion Saperów (II RP) (1929-1939)
- 10 Pułk Saperów w Przemyślu (1921-1929) → Kadra 10 Pułku Saperów (1929-1931)

### Bataliony saperów
- I Batalion Saperów im. Tadeusza Kościuszki 1 Pułku Inżynieryjnego (1918-1921) → I Batalion Saperów
- I Batalion Saperów Wielkopolskich (1919) → XV bsap (1919-1929)
- Batalion Zapasowy Saperów Nr I (1920-1921) → Kadra Batalionu Zapasowego 1 Pułku Saperów
- II Batalion Saperów 1 Pułku Inżynieryjnego (1918–1919) → III bsap
- II Batalion Saperów Wielkopolskich (1919) → XIV bsap
- II Batalion Saperów Kresowych (1919) → XI bsap i XII Batalion Saperów (1919–1921) → XXIV bsap
- II Batalion Saperów (1920–1929)
- Batalion Zapasowy Saperów Nr II (1920-1921) → Kadra Batalionu Zapasowego 2 Pułku Saperów
- III Batalion Saperów w Jędrzejowie → VII bsap
- III Batalion Saperów (1919-1929)
- Batalion Zapasowy Saperów Nr III (1920-1921) → Kadra Batalionu Zapasowego 3 Pułku Saperów
- IV Batalion Saperów (1919-1929)
- Batalion Zapasowy Saperów Nr IV (1920-1921) → Kadra Batalionu Zapasowego 4 Pułku Saperów
- V Batalion Saperów (1919-1920) → VI bsap
- V Batalion Saperów (1920-1921) → XXII bsap
- V Batalion Saperów (1921-1929)
- Batalion Zapasowy Saperów Nr V (1920-1921) → Kadra Batalionu Zapasowego 5 Pułku Saperów
- VI Batalion Saperów (1920–1929)
- Batalion Zapasowy Saperów Nr VI (1920-1921) → Kadra Batalionu Zapasowego 6 Pułku Saperów
- VII Batalion Saperów → XII bsap
- VII Batalion Saperów (1921-1929)
- VIII Batalion Saperów (1919-1929)
- IX Batalion Saperów (1921-1929)
- X Batalion Saperów (1919-1929)
- XI Batalion Saperów (1919-1929)
- XII Batalion Saperów (1919–1921) → XXIV bsap
- XII Batalion Saperów (1921-1929)
- XIII Batalion Saperów (1919-1929)
- XIV Batalion Saperów (1919-1929)
- XV Batalion Saperów (1920–1929)
- XVI Batalion Saperów → XXVIII bsap
- XVI Batalion Saperów (1921-1929)
- XVII Batalion Saperów (1920–1929)
- XVIII Batalion Saperów (1919-1929)
- XIX Batalion Saperów (1920–1929)
- XX Batalion Saperów (1920–1929)
- XXI Batalion Saperów (1920–1929)
- XXII Batalion Saperów (1921-1929)
- XXIII Batalion Saperów (1920-1921) → XXV bsap
- XXIII Batalion Saperów (1921-1925)
- XXIV Batalion Saperów
- XXV Batalion Saperów (1921-1925)
- XXVI Batalion Saperów (1921-1925)
- XXVII Batalion Saperów (1921-1925)
- XXVIII Batalion Saperów (1921-1925)
- XXIX Batalion Saperów (1921-1929)
- Syberyjski Batalion Saperów (1920-1921) → XXX bsap
- XXX Batalion Saperów w Brześciu (1921-1929)
- Batalion Chemiczny w Warszawie (1921-1925) → Ćwiczebna Kompania Chemiczna przy Szkole Gazowej
- Batalion Mostowy w Kazuniu (1921-1939)
- Batalion Szkolny Saperów w Modlinie (1926-1929)
- Batalion Szkolny Saperów Kolejowych (1926-1929)
- Batalion Maszynowy w Warszawie i w Nowym Dworze Mazowieckim (1921-1925) → Batalion Elektrotechniczny
- Batalion Elektrotechniczny w Nowym Dworze Mazowieckim (1925-1939)
- 3 Pułk Wojsk Kolejowych w Poznaniu (1921-1924)
- Batalion Zapasowy 3 Pułku Wojsk Kolejowych
- 1 Batalion Mostów Kolejowych w Krakowie (1929-1939)
- 2 Batalion Mostów Kolejowych w Legionowie (1929-1939)
- 10 Batalion Wojsk Kolejowych (1920-1921)
- Batalion Wyszkolenia Wojsk Kolejowych (1918–1919)
- Batalion Silnikowy w Modlinie (1930–1939)
- Kadra Batalionu Zapasowego 1 Pułku Saperów w Modlinie (1921-1925)
- Kadra Batalionu Zapasowego 2 Pułku Saperów w Puławach (1921-1925)
- Kadra Batalionu Zapasowego 3 Pułku Saperów w Wilnie (1921-1925)
- Kadra Batalionu Zapasowego 4 Pułku Saperów w Sandomierzu (1921-1925)
- Kadra Batalionu Zapasowego 5 Pułku Saperów w Krakowie (1921-1925)
- Kadra Batalionu Zapasowego 6 Pułku Saperów w Przemyślu (1921-1925)
- Kadra Batalionu Zapasowego 7 Pułku Saperów w Poznaniu (1921-1925)
- Kadra Batalionu Zapasowego 8 Pułku Saperów w Toruniu (1921-1925)
- Kadra Batalionu Zapasowego 9 Pułku Saperów w Brześciu (1921-1925)
- Kadra Batalionu Zapasowego 10 Pułku Saperów w Przemyślu (1921-1925)

Bataliony saperów sformowane w 1929
- 1 Batalion Saperów Legionów w Modlinie (1929-1939)
- 2 Batalion Saperów w Puławach (1929-1939) → 2 psap (1939)
- 3 Batalion Saperów Wileńskich w Wilnie (1929-1939)
- 4 Batalion Saperów w Przemyślu (1929-1939) → 2 psap (1939)
- 5 Batalion Saperów w Krakowie (1929-1939)
- 6 Batalion Saperów w Brześciu (1929-1939)
- 7 Batalion Saperów w Poznaniu (1929-1939)
- 8 Batalion Saperów w Toruniu (1929-1939)

Bataliony saperów zmobilizowane w 1939

Bataliony saperów noszące numery od 1 do 30 były organicznymi pododdziałami saperów czynnych dywizji piechoty. Numer batalionu odpowiadał numerowi dywizji.

1 Batalion Saperów
2 Batalion Saperów
3 Batalion Saperów
4 Batalion Saperów
5 Batalion Saperów
6 Batalion Saperów
7 Batalion Saperów
8 Batalion Saperów
9 Batalion Saperów
10 Batalion Saperów
11 Batalion Saperów
12 Batalion Saperów
13 Batalion Saperów
14 Batalion Saperów
15 Batalion Saperów
16 Batalion Saperów
17 Batalion Saperów
18 Batalion Saperów
19 Batalion Saperów
20 Batalion Saperów
21 Batalion Saperów
22 Batalion Saperów
23 Batalion Saperów
24 Batalion Saperów
25 Batalion Saperów
26 Batalion Saperów
27 Batalion Saperów
28 Batalion Saperów
29 Batalion Saperów
30 Batalion Saperów
43 Batalion Saperów
46 Batalion Saperów
47 Batalion Saperów
48 Batalion Saperów
50 Batalion Saperów
53 Batalion Saperów
55 Batalion Saperów
56 Batalion Saperów
60 Batalion Saperów
61 Batalion Saperów
65 Batalion Saperów
71 Batalion Saperów
81 Batalion Saperów
90 Batalion Motorowy Saperów
Batalion Motorowy Saperów WBPanc-Mot
Bataliony saperów improwizowane we wrześniu 1939
- 101 Batalion Saperów
- 102 Batalion Saperów

### Kompanie saperów
W latach 1919–1921 na terenie okręgów generalnych funkcjonowały:
- Kompania Zapasowa Saperów Nr 1 w Warszawie
- Kompania Zapasowa Saperów Nr 2 w Krasnymstawie (1919-1920) → Batalion Zapasowy Saperów Nr II
- Kompania Zapasowa Saperów Nr 3 w Grodnie
- Kompania Zapasowa Saperów Nr 4 w Sandomierzu → Batalion Zapasowy Saperów Nr IV
- Kompania Zapasowa Saperów Nr 5 w Krakowie → Batalion Zapasowy Saperów Nr V
- Kompania Zapasowa Saperów Nr 6 w Przemyślu → Kadra Batalionu Zapasowego 6 Pułku Saperów
- Kompania Zapasowa Saperów Nr 7 w Poznaniu → Kadra Batalionu Zapasowego 7 Pułku Saperów

W pierwszej dekadzie 1935 na bazie zalążków wydzielonych przez 3, 5, 6 i 8 Batalion Saperów sformowane zostały cztery samodzielne kompanie saperów dla czynnych dywizji piechoty:
- 16 Kompania Saperów (1935-1937) → Ośrodek Sapersko-Pionierski 16 DP
- 20 Kompania Saperów (1935-1937) → Ośrodek Sapersko-Pionierski 20 DP
- 23 Kompania Saperów (1935-1937) → Ośrodek Sapersko-Pionierski 23 DP
- 29 Kompania Saperów (1935-1937) → Ośrodek Sapersko-Pionierski 29 DP

### Ośrodki sapersko-pionierskie
W maju 1937 podjęto decyzję o sformowaniu dwunastu ośrodków sapersko-pionierskich jako zalążków batalionów saperów czynnych dywizji piechoty:
- Ośrodek Sapersko-Pionierski 7 DP (1937-1939) → 7 Batalion Saperów
- Ośrodek Sapersko-Pionierski 10 DP (1937-1939) → 10 Batalion Saperów
- Ośrodek Sapersko-Pionierski 11 DP (1937-1939) → 11 Batalion Saperów
- Ośrodek Sapersko-Pionierski 12 DP (1937-1939) → 12 Batalion Saperów
- Ośrodek Sapersko-Pionierski 13 DP (1937-1939) → 13 Batalion Saperów
- Ośrodek Sapersko-Pionierski 16 DP (1937-1939) → 16 Batalion Saperów
- Ośrodek Sapersko-Pionierski 18 DP (1937-1939) → 18 Batalion Saperów
- Ośrodek Sapersko-Pionierski 20 DP (1937-1939) → 20 Batalion Saperów
- Ośrodek Sapersko-Pionierski 23 DP (1937-1939) → 23 Batalion Saperów
- Ośrodek Sapersko-Pionierski 25 DP (1937-1939) → 25 Batalion Saperów
- Ośrodek Sapersko-Pionierski 27 DP (1937-1939) → 27 Batalion Saperów
- Ośrodek Sapersko-Pionierski 29 DP (1937-1939) → 29 Batalion Saperów

### Ośrodki zapasowe saperów
We wrześniu 1939 jednostki saperskie formowały w ramach mobilizacji alarmowej ośrodki zapasowe:
- Ośrodek Zapasowy Saperów Specjalnych nr 1
- Ośrodek Zapasowy Saperów nr 2
- Ośrodek Zapasowy Saperów Nr 3
- Ośrodek Zapasowy Saperów Mostów Kolejowych nr 1
- Ośrodek Zapasowy Saperów Mostów Kolejowych nr 2

### Saperzy Korpusu Ochrony Pogranicza
Ośrodki Wyszkolenia Pionierów 1928-1931
- Ośrodek Wyszkolenia Pionierów 1 Brygady Ochrony Pogranicza w Hoszczy → kompania pionierów Brygady KOP „Wołyń”
- Ośrodek Wyszkolenia Pionierów 2 Brygady Ochrony Pogranicza w Klecku → kompania pionierów Brygady KOP „Nowogródek”
- Ośrodek Wyszkolenia Pionierów 3 Brygady Ochrony Pogranicza w Budsławiu → kompania pionierów Brygady KOP „Grodno”
- Ośrodek Wyszkolenia Pionierów 4 Brygady Ochrony Pogranicza w Mostach Wielkich → kompania pionierów Brygady KOP „Podole”
- Ośrodek Wyszkolenia Pionierów 5 Brygady Ochrony Pogranicza w Dawidgródku → kompania pionierów Brygady KOP „Polesie”
- Ośrodek Wyszkolenia Pionierów 6 Brygady Ochrony Pogranicza w Wilnie → kompania pionierów Brygady KOP „Wilno”

Kompanie pionierów 1931-1934
- kompania pionierów „Wołyń” → ksap KOP „Hoszcza”
- kompania pionierów „Nowogródek” → ksap KOP „Nowogródek”
- kompania pionierów „Grodno” → ksap KOP „Grodno”
- kompania pionierów „Podole” → ksap KOP „Podole”
- kompania pionierów „Polesie” → ksap KOP „Polesie”
- kompania pionierów „Wilno” → ksap KOP „Wilno”

Kompanie saperów KOP 1934–1939
- Kompania Saperów KOP „Hoszcza”
- Kompania Saperów KOP „Nowogródek” (1934-1937) → Kompania Saperów KOP „Stołpce”
- Kompania Saperów KOP „Grodno” → 43 bsap (1939)
- Kompania Saperów KOP „Podole” (1934-1937) → Kompania Saperów KOP „Czortków”
- Kompania Saperów KOP „Polesie” (1934-1937) → Kompania Saperów KOP „Stolin”
- Kompania Saperów KOP „Wilno” (1934-1937) → Kompania Saperów KOP „Wilejka” (1937-1939)

## Jednostki PSZ na Zachodzie
- Grupa Saperów 2 Korpusu Polskiego

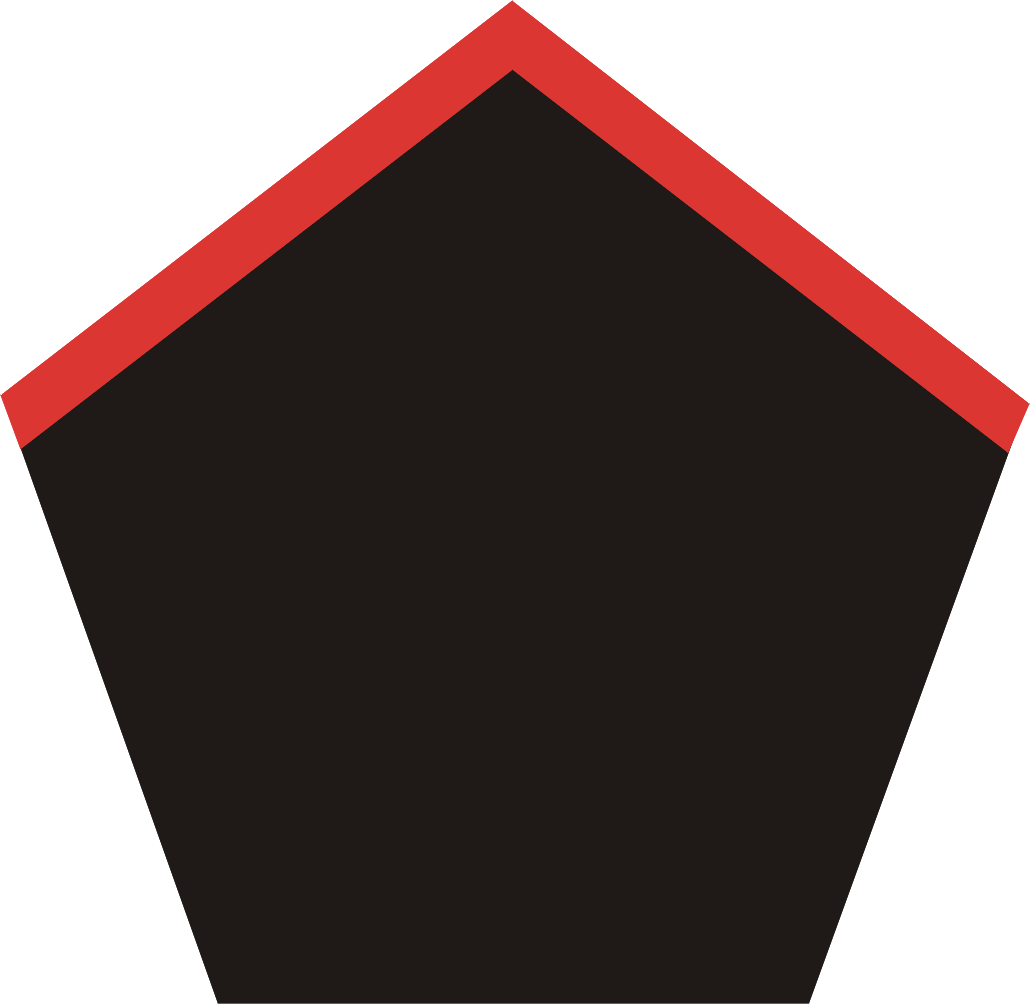
Patka na mundur

- 1 Pułk Saperów Polskich Sił Zbrojnych w ZSRR
- Centrum Wyszkolenia Saperów we Francji
- Centrum Wyszkolenia Saperów w Wielkiej Brytanii
- Ośrodek Zapasowy Saperów
- Ośrodek Wyszkolenia Oficerów Saperów w Thouars (Francja)
- Ośrodek Wyszkolenia Saperów w Crawford (Szkocja)
- Szefostwo Saperów w Sztabie Naczelnego Wodza
- Dowództwo Saperów I Korpusu
- dowództwa saperów brygad strzeleckich, kadrowych brygad strzeleckich
- Grupa Fortyfikacyjna

Bataliony:
- Batalion Saperów (1942–1947) → Oddziały Saperów Dywizyjnych 1 Dywizji Pancernej
- Batalion Saperów Lekkiej Dywizji Zmechanizowanej → 10 Kompania Saperów 10 BKPanc
- 1 Modliński Batalion Saperów (1939–1940)
- Batalion Saperów (30 VI – 13 VIII 1940) → Batalion Saperów Korpusu (14 VIII – IX 1940) → 1 Batalion Saperów
- 1 Batalion Saperów (1940–1942) → Oddziały Saperów Dywizyjnych 1 Dywizji Pancernej (1942-1945) → 1 Batalion Saperów
- 1 Batalion Saperów (1945-1947)
- 2 Kaniowski Batalion Saperów (1939–1940)
- 2 Batalion Saperów (1945-1947)
- 3 Batalion Saperów (1940) → 3 Kompania Saperów 3 DP
- 3 Karpacki Batalion Saperów (1942–1947)
- 4 Batalion Saperów (1940) → 4 Kompania Saperów 4 DP
- 4 Batalion Saperów (1945-1947)
- 5 Kresowy Batalion Saperów (1941-1947)
- 6 Batalion Saperów
- 7 Batalion Saperów (1941-1943) → 7 Kompania Saperów (1943-1944)
- 8 Batalion Saperów
- 9 Batalion Saperów
- 10 Batalion Saperów (1942)
- 10 Batalion Saperów (1942–1947)
- 11 Batalion Saperów (kadrowy) I Korpusu Polskiego (1945-1947)
- 20 Batalion Saperów (1945-1947)
- 11 Batalion Saperów Kolejowych (1941 – 1947)

Kompanie w latach 1940–1941:
- 1 Kompania Saperów 1 BS → 1 Kompania Saperów 1 DG (k)
- 2 Kompania Saperów 2 BS (1940) → 10 Kompania Saperów
- 3 Kompania Kadrowa Saperów 3 BKS (1940–1941)
- 4 Kompania Kadrowa Saperów 4 BKS (1940–1941) → Powietrzna Kompania Saperów 1 SBS
- 5 Kompania Kadrowa Saperów 5 BKS (1940–1941)
- Kompania Saperów SBSK SBSK (1940)
- 7 Kompania Kadrowa Saperów 7 BKS (1940–1941)
- 8 Kompania Kadrowa Saperów 8 BKS (1941)
- 10 Kompania Saperów (1940-1947)
- 11 Kompania Saperów (1941-1947)
- 11 Kompania Parkowa Saperów

Kompanie w latach 1942–1947:
- 1 Kompania Parkowa Saperów 1 DPanc
- 4 Kompania Parkowa Saperów 4 DP (1945-1947)
- 7 Kompania Saperów 7 DZapas (1943-1944) → 17 Kompania Saperów
- 7 Kompania Saperów 4 DP (1945-1947)
- 8 Kompania Saperów 4 DP (1945-1947)
- 9 Kompania Saperów 4 DP (1945-1947)
- 10 Kompania Saperów 10 BKPanc → 1 DPanc
- 11 Kompania Saperów 1 DPanc
- 11 Kompania Parkowa Saperów
- 10 Kompania Mostowa Grupy Saperów 2 KP
- 14 Kompania Saperów 14 BPanc (1944–1947)
- 17 Kompania Saperów 7 DP (1944–1947)
- 301 Etapowa Kompania Saperów Grupy Saperów 2 KP
- Powietrzna Kompania Saperów 1 SBS

Plutony:
- 9 Pluton Saperów 2 BCz
- 10 Pluton Rozbrajania Bomb Grupy Saperów 2 KP
- 11 Pluton Rozbrajania Bomb
- 306 Pluton Parkowy Saperów Grupy Saperów 2 KP
- Pluton Mostowy 4 DP (1945-1947)
- Pluton Mostowy 1 DPanc

## Jednostki inżynieryjne ludowego Wojska Polskiego

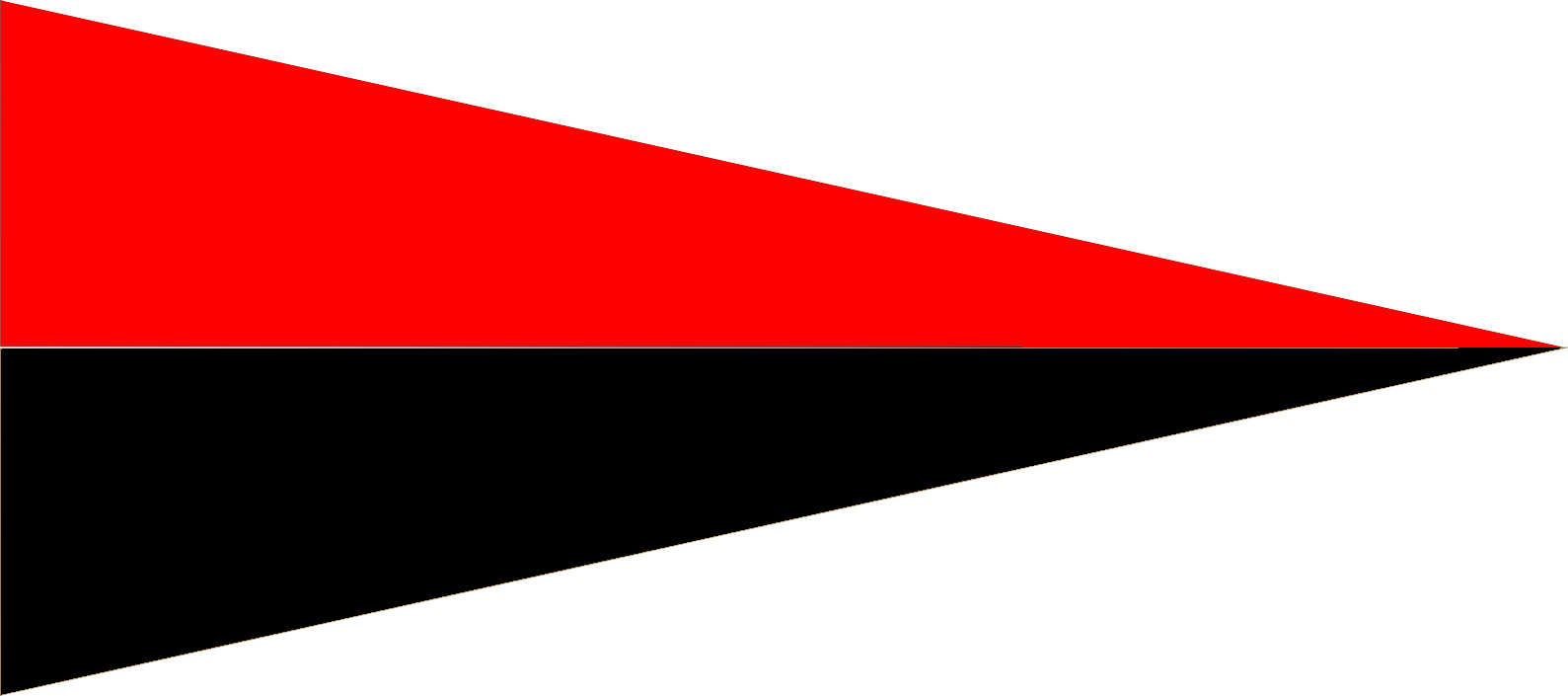
Proporczyk wz. 43

### Brygady saperów
- 1 Warszawska Brygada Saperów im. gen. Jerzego Bordziłowskiego – później otrzymała nazwę wyróżniającą Warszawska
- 2 Warszawska Brygada Saperów – później otrzymała nazwę wyróżniającą Warszawska
- 4 Łużycka Brygada Saperów – później otrzymała nazwę wyróżniającą Łużycka
- 5 Mazurska Brygada Saperów im. gen. Ignacego Prądzyńskiego – później otrzymała nazwę wyróżniającą Mazurska
- 2 Ciężka Brygada Saperów – sformowana w 1951 na bazie 2 psap; stacjonowała w Kazuniu;
- 6 Ciężka Brygada Saperów – sformowana w 1951; stacjonowała w Dęblinie

### Pozostałe brygady
- 3 Brygada Pontonowo-Mostowa
- 7 Brygada Inżynieryjno-Budowlana

### Pułki saperów
- 2 Zapasowy Pułk Saperów – powstał w 1944, rozformowany w 1945, stacjonował w Jarosławiu.
- 1 Pułk Saperów – powstał w 1947 w wyniku przeformowania 1 BSap; stacjonował w Brzegu.
- 2 Pułk Saperów – powstał w 1947 w wyniku przeformowania 2 BSap; stacjonował w Kazuniu
- 4 Pułk Saperów – powstał w 1947 w wyniku przeformowania 4 BSap; stacjonował w Gorzowie Wielkopolskim.
- 5 Pułk Saperów – powstał w 1947 w wyniku przeformowania 5 BSap; stacjonował w Szczecinie.

### Pułki pontonowe
- Pułk Pontonowy – powstał w 1945 w wyniku przeformowania 1 B Pont-Most; stacjonował we Włocławku; w 1949 przemianowany na 3 ppont;
- 1 Pułk Pontonowy – powstał w 1949 w wyniku przeformowania 1 psap; stacjonował w Brzegu;
- 3 Pułk Pontonowy – powstał z przemianowania 1 ppont; stacjonował we Włocławku;
- 6 Warszawski Pułk Pontonowy – sformowany w 1967: stacjonował w Głogowie
- 7 Pułk Pontonowy – sformowany w 1951; stacjonował w Płocku

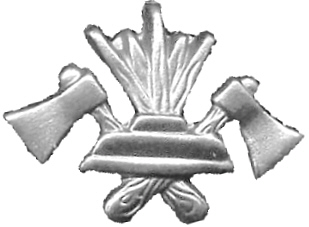
Korpusówka do 1960 roku

- 8 Pułk Pontonowy – sformowany w 1966: stacjonował w Głogowie.

### Bataliony saperów
- 1 Batalion Saperów – w składzie 1 Warszawskiej DP
- 2 Batalion Saperów – w składzie 2 Warszawskiej DP
- 3 Batalion Saperów
- 4 Batalion Saperów (LWP) – w składzie 3 Pomorskiej DP
- 5 Batalion Saperów – w składzie 4 Pomorskiej DP
- 7 Warszawski Batalion Saperów
- 8 Kołobrzeski Batalion Saperów – w składzie 1 BSap; przemianowany na 52 batalion saperów MW; w 1955 przemianowany na 29 batalion saperów MW; w 1967 przywrócono batalionowi jego historyczną nazwę 8 Kołobrzeski batalion saperów;

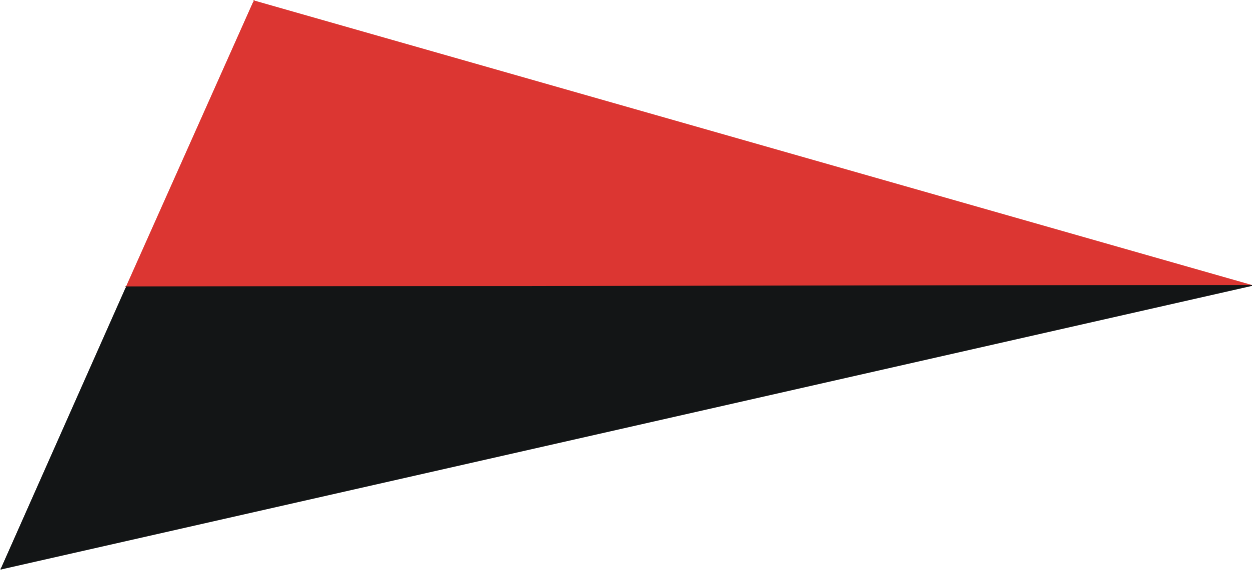
Proporczyk wz. 45

- 9 Batalion Saperów (LWP) – w składzie 1 BSap
- 10 Batalion Saperów (LWP) – w składzie 1 BSap
- 11 Batalion Saperów (LWP) – w składzie 1 BSap
- 13 Batalion Saperów (LWP) – w składzie 6 Pomorskiej DP
- 14 Batalion Saperów (LWP) – w składzie 5 Saskiej DP
- 15 Batalion Saperów (LWP) – w składzie 1 Drezdeńskiej KPanc
- 16 Batalion Saperów (LWP) – w składzie 11 Dywizji Piechoty
- 17 Batalion Saperów (LWP) – w składzie 12 DP; stacjonował w Szczecinie
- 18 Batalion Saperów (LWP) – w składzie 7 Łużyckiej DP
- 19 Batalion Saperów (LWP) – w składzie 8 Drezdeńskiej DP
- 20 Batalion Saperów (LWP) – w składzie 9 Drezdeńskiej DP
- 21 Batalion Saperów (LWP) – w składzie 10 Sudeckiej DP
- 24 Batalion Saperów (LWP) – w składzie 2 BSap
- 25 Batalion Saperów (LWP) – w składzie 4 BSap
- 26 Batalion Saperów (LWP) – w składzie 2 BSap; od 1951 batalion 1 KP(?)
- 27 Batalion Saperów (LWP) – w składzie 2 BSap
- 28 Batalion Saperów – w składzie 4 BSap
- 29 Batalion Saperów – w składzie 2 BSap
- 30 Batalion Saperów – w składzie 4 BSap
- 32 Batalion Saperów – w składzie 4 BSap
- 34 Batalion Saperów – w składzie 5 BSap
- 36 Batalion Saperów – w składzie 5 BSap
- 38 Batalion Saperów – w składzie 5 BSap
- 39 Batalion Saperów – w składzie 5 BSap
- 41 Batalion Saperów – w składzie 14 DZ; stacjonował w Szczecinku
- 42 Samodzielny Batalion Saperów – w składzie 7 BInż-Bud
- 43 Batalion Saperów Marynarki Wojennej
- 46 Batalion Saperów – w składzie 15 DP; stacjonował w Olsztynie
- 47 Batalion Saperów – w składzie 16 DZ; stacjonował w Tczewie
- 51 Batalion Saperów – w składzie 18 DP; stacjonował w Ełku
- 52 batalion saperów MW – powstał z przemianowania 8 batalionu saperów; w 1955 przemianowany na 29 batalion saperów MW
- 55 Batalion Saperów – w składzie 2 KA; stacjonował w Głogowie
- 59 Batalion Saperów – w składzie 30 DP; stacjonował w Radyminie; rozwiązany w listopadzie 1952[2]
- 57 Batalion Saperów – w składzie 1 KZ; stacjonował w Gniewie
- 61 Batalion Saperów – w składzie 8 KA; stacjonował w Olsztynie
- 62 Batalion Saperów – w składzie 24 DP; stacjonował w Ostrowi Mazowieckiej (Komorowo); rozwiązany w listopadzie 1952[2]
- 64 Batalion Saperów – w składzie 11 KA; stacjonował w Pińczowie, przenoszony kolejno do Kielc, Gliwic i Szczakowej[2]
- 65 Batalion Saperów – w składzie 27 DP; stacjonował w Zgorzelcu
- 66 Batalion Saperów – w składzie 19 DZ; stacjonował w Kostrzynie
- 68 Batalion Saperów – w składzie 9 KA; stacjonował w Krasnymstawie, przeniesiony do Chełmna[2]
- 70 Batalion Saperów – w składzie 12 KA; stacjonował w Niepołomicach, przeniesiony do Sanoka[2]
- 72 Batalion Saperów – w składzie 25 DP; stacjonował w Siedlcach; rozwiązany w listopadzie 1952[2]
- 73 Batalion Saperów – w składzie 20 DZ; stacjonował w Budowie; przeniesiony kolejno do Gryfic i Stargardu Szczecińskiego[2]
- 75 Batalion Saperów – w składzie 22 DP; stacjonował w Giżycku
- 77 Batalion Saperów – w składzie 29 DP; stacjonował w Rybniku
- 80 Batalion Saperów – w składzie 21 DP; stacjonował w Bartoszycach
- 12 Szwadron Saperów – w składzie 1 Brygady Kawalerii

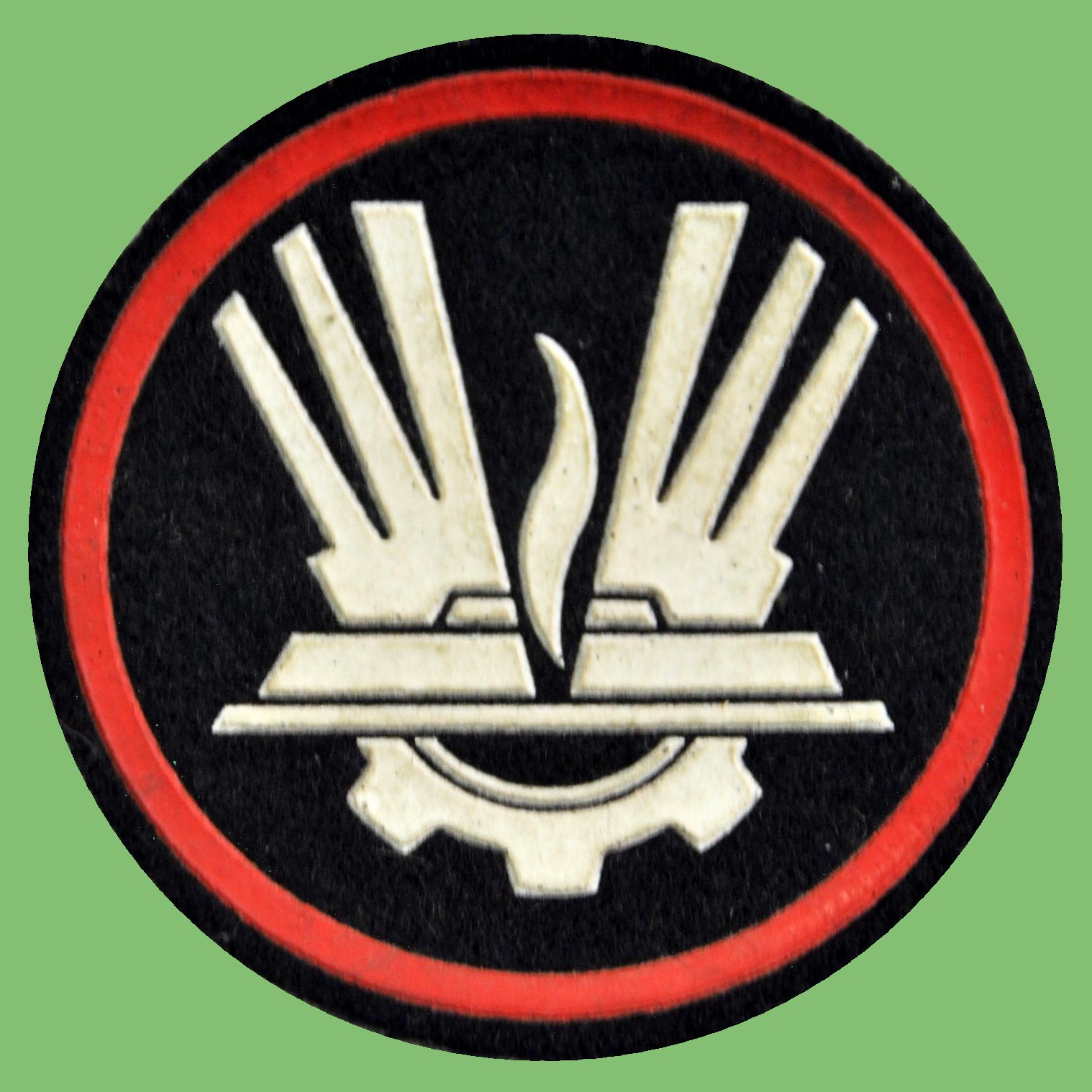
Plakietka

### Bataliony pontonowo-mostowe
- 6 Batalion Pontonowo-Mostowy – w składzie 3 BPont-Most
- 31 Batalion Pontonowo-Mostowy – w składzie 3 BPont-Most
- 33 Batalion Pontonowo-Mostowy – w składzie 3 BPont-Most
- 35 Batalion Pontonowo-Mostowy – w składzie 3 BPont-Most

### Bataliony inżynieryjno-budowlane
- 43 Samodzielny Batalion Inżynieryjno-Budowlany – w składzie 7 BInż-Bud
- 44 Samodzielny Batalion Inżynieryjno-Budowlany – w składzie 7 BInż-Bud
- 45 Samodzielny Batalion Inżynieryjno-Budowlany – w składzie 7 BInż-Bud

## Jednostki inżynieryjne Sił Zbrojnych RP

### Brygady saperów
- 1 Brzeska Brygada Saperów w Brzegu → przeformowana w 1 Brzeski Pułk Saperów
- 2 Mazowiecka Brygada Saperów w Kazuniu Nowym (rozformowana 31 grudnia 2011)
- 4 Nadwarciańska Brygada Saperów
- 5 Brygada Saperów → przeformowana w 5 Pułk Inżynieryjny

### Pułki
- 1 Brzeski Pułk Saperów im. Tadeusza Kościuszki ← sformowany na bazie 1 Brzeskiej Brygady Saperów
- 1 Dębliński Pułk Drogowo-Mostowy im. Romualda Traugutta w Dęblinie (rozformowany 31 grudnia 2007);
- 2 Mazowiecki Pułk Saperów w Kazuniu Nowym
- 2 Inowrocławski Pułk Komunikacyjny im. gen. Jakuba Jasińskiego w Inowrocławiu;
- 3 Włocławski Pułk Pontonowy – Włocławek
- 3 Włocławski Pułk Drogowo-Mostowy im. gen. Karola Sierakowskiego w Chełmnie (rozformowany 31 grudnia 2011);
- 3 Pułk Saperów im. gen. Jakuba Jasińskiego 1995–2001 – Dębica
- 5 Pułk Inżynieryjny im. gen. Ignacego Prądzyńskiego w Szczecinie-Podjuchach ← sformowany na bazie 5 Brygady Saperów
- 6 Głogowski Pułk Drogowo - Mostowy w Głogowie

### Bataliony saperów
- 1 Pułtuski Batalion Saperów – Pułtusk
- 2 Stargardzki Batalion Saperów w Stargardzie Szczecińskim;
- 5 Kresowy Batalion Saperów w Krośnie Odrzańskim;
- 8 Batalion Saperów Marynarki Wojennej w Dziwnowie;
- 11 Batalion Saperów 1992 – 2011
- 14 Batalion Saperów
- 15 Mazurski Batalion Saperów – Orzysz
- 16 Tczewski Batalion Saperów – Tczew
- 16 Batalion Saperów w Nisku (w składzie 21 Brygady Strzelców Podhalańskich);
- 17 Batalion Saperów Wielkopolskich im. gen. dyw. Tadeusza Kutrzeby
- 19 Batalion Saperów Ziemi Lęborskiej
- 43 Batalion Saperów Marynarki Wojennej Rozewie.

bataliony ratownictwa inżynieryjnego
- 1 Batalion Ratownictwa Inżynieryjnego w Krośnie Odrzańskim (rozformowany w 2007).
- 2 Brzeski Batalion Ratownictwa Inżynieryjnego im. gen. bryg. Mieczysława Dąbkowskiego w Brzegu
- 3 Batalion Ratownictwa Inżynieryjnego im. płk. Rudolfa Matuszka w Nisku (przeformowany w 3 Batalion Inżynieryjny).
- 4 Głogowski Batalion Ratownictwa Inżynieryjnego w Głogowie (przeformowany w 4 Głogowski Batalion Inżynieryjny).
- 5 Dębliński Batalion Ratownictwa Inżynieryjnego im. płk. Władysława Frączka w Dęblinie (rozformowany 31 grudnia 2007);
- 6 Batalion Ratownictwa Inżynieryjnego w Grudziądzu.

bataliony inżynieryjne
- 3 Batalion Inżynieryjny w Nisku
- 4 Głogowski Batalion Inżynieryjny w Głogowie

bataliony drogowo-mostowe
- 1 Dębliński batalion drogowo-mostowy im. Romualda Traugutta w Dęblinie
- 3 Włocławski batalion drogowo-mostowy (w składzie 2. Mazowieckiego pułku saperów)

Ośrodki Przechowywania Sprzętu
- 6 Ośrodek Przechowywania Sprzętu w Głogowie (rozformowany w 2011).
- 12 Ośrodek Przechowywania Sprzętu (1991-1994) w Szczecinie (rozformowany)
- 12 Ośrodek Przechowywania Sprzętu w Nisku (rozformowany).